# Antonia Pauli
Antonia Anna Pauli, épouse Lambotte, née le 24 octobre 1885 et morte le 15 septembre 1975 est une femme politique belge, membre du Christen-Democratisch en Vlaams (CVP).
Diplômée d'un régendat, elle a été élue conseillère communale (1921-) et échevine (1921-32) de Merksem, sénateur provincial de la province d'Anvers (1949-54).

## Sources
- Bio sur ODIS